# 迪歐 (洛汗)
迪歐（Déor），是英國作家約翰·羅納德·瑞爾·托爾金（J.R.R. Tolkien）的史詩式奇幻作品《魔戒三部曲》中的虛構人物。
他是洛汗（Rohan）第七任國王，任內登蘭德人（Dunlendings）開始襲擊洛汗。

## 名字
迪歐（Déor）一名是古英語，意思是「勇敢、大膽」Brave, bold。

## 總覽
迪歐屬於北方人（Northmen）分支中的洛汗人（Rohirrim），是國王葛德溫（Goldwine）的兒子及繼承人。不清楚他有沒有任何兄弟姊妹。他的兒子是格蘭（Gram）。
他是洛汗第七位國王，也是王室第一支系的第七位國王。在迪歐任內，洛汗長期享受的繁盛和平年代結束，登蘭德人遷入艾辛格（Isengard），並以此為基地襲擊洛汗西部。
他生於第三紀元2644年，死於2718年，享年74歲。

## 生平
迪歐在第三紀元2644年出生，應該是首都伊多拉斯（Edoras）出生。2699年，他的父親葛德溫去世，由迪歐繼位。
在他繼位後，登蘭德人不斷侵入洛汗，進行劫掠。2710年，迪歐帶兵馬前往西谷（Westfold）調查，殲滅了一支前往艾辛格途中的登蘭德人。那時洛汗與剛鐸（Gondor）都不知道艾辛格已經淪陷，迪歐遂前去該地，以為可以在那裡找到盟友，卻發現那裡早已淪陷敵手。
迪歐無力奪下艾辛格，於是撤退並派人通報當時的剛鐸攝政王愛加摩斯（Egalmoth），請求援助。不過當時剛鐸陷於與半獸人的戰事，未能派出援軍，故此艾辛格的問題唯有被擱置一邊。迪歐遂派遣大批騎兵長期駐守西谷，以備敵人的襲擊。
第三紀元2718年，迪歐去世，結束了19年的統治，由他的兒子格蘭繼位。

## 資料來源
1. 1 2 3 4 5 6 7  《魔戒三部曲》 2001年 聯經初版翻譯 附錄一帝王本紀及年表
2. ↑  Thain's Book: Déor 的存檔，存档日期2012-01-07.
3. 1 2 3  《未完成的故事》 1998年 HarperCollins重印版 "The Battles of the Ford of Isen" P.483
4. ↑  《中土世界的歷史》 Vol.12《中土世界的民族》 "The Heirs of Elendil"

| 前任： 葛德溫 | 洛汗國王 | 繼任： 格蘭 |